# Paola Bresciano
Paola Bresciano (Trapani, 10 marzo 1960) è un'ex calciatrice ed ex modella italiana, vincitrice del concorso di bellezza Miss Italia nel 1976.

## Biografia
Dopo tre anni da calciatrice giocati in Serie B come centravanti nella squadra di calcio della sua città (Trapani), a 16 anni, nel settembre 1976 fu eletta Miss Italia a Scalea.
Passa nella stagione 1977 nella Serie A nel Gamma 3 Padova, dal quale verrà convocata diciassettenne per una amichevole nella Nazionale femminile giovanile. Da Miss Italia, visto che le sue gambe furono assicurate per un miliardo di lire, dovette abbandonare l'attività agonistica.
La Bresciano si è occupata per circa 15 anni del concorso Miss Italia in Sicilia (sua regione d'origine) fino a quando, nel 2013, decide di lasciare la direzione del concorso.